# Zoga falu
Sport koji se igra na otoku Hvaru, ali je zabilježen na još nekim hrvatskim otocima.
Zabilježen je u Selcima kod Stareg Grada, ali igraju ga i u nekim drugim mjestima.
Igra se u zatvorenoj "malomišćanskoj" uličici. Baca se lopticu što snažnije rukom u zid. Drugi igrači odbijenu lopticu odbijaju prema zidu. 
Loptica je slična loptici za picigin.
Po nekim elementima igra je slična squashu.